# David Stewart (Fußballspieler, 1947)
David Steel Stewart (* 11. März 1947 in Glasgow; † 13. November 2018) war ein schottischer Fußballtorhüter. Als Ersatztorwart von Leeds United zur Mitte der 1970er-Jahre stand er zumeist im Schatten von David Harvey, bestritt dann aber in dessen Vertretung das 1975er Finale im Europapokal der Landesmeister, das gegen den FC Bayern München in Paris mit 0:2 verloren ging.

## Sportlicher Werdegang
In jungen Jahren spielte Stewart für diverse kleine Vereine in seiner Geburtsstadt Glasgow. Dazu zählten Wellshot, Shettleston Violet und die Kilsyth Rangers – mit zuletzt genannter Mannschaft gewann er sogar 1967 den Scottish Junior Cup. Er arbeitete als Polsterer und Teppichleger und im Jahr des Pokalsiegs wechselte er rund 60 Kilometer in den Südwesten zum Zweitligisten Ayr United. Auf Anhieb wurde er als auf Teilzeitbasis spielender Torwart in der Küstenstadt zum Stammspieler und in seinen ersten beiden Spielzeiten, die in den Aufstieg 1969 in die höchste schottische Liga mündeten, verpasste er nur eine von 72 Ligabegegnungen. In den folgenden vier Jahren in der First Division etablierte er sich als einer der besten schottischen Torhüter und während seiner Zeit in Ayr absolvierte er sieben Länderspiele für die U-23-Auswahl. Seine Stärken, die vor sich vor allem in guten Reflexen ausdrückten, sprachen sich auch über die schottische Grenze hinaus herum und so ließ sich im Oktober 1973 der englische Spitzenklub Leeds United die Ablösesumme von 30.000 Pfund für einen Transfer kosten. Dabei sollte er dort primär den zu Birmingham City abgewanderten Gary Sprake ersetzen. In Ayr hatte er 193 Ligaspiele bestritten; 35 Jahre später erfolgte seine Nominierung in die „Hall of Fame“ des Vereins.
In den rund fünf Jahren bis November 1978 agierte Stewart zumeist als Ersatz hinter Stammkeeper David Harvey; dabei bestritt er zumeist Partien in der Reservemannschaft. Im Verlauf der Meistersaison 1973/74 war er lediglich in drei aufeinanderfolgenden Ligaspielen ab Ende Februar 1974 gegen Leicester City, Newcastle United und Manchester City vertreten, blieb dort zwar ohne Niederlage, qualifizierte sich damit aber nicht für den offiziellen Erhalt einer Medaille. Zu einer längeren Phase als „Nummer 1“ kam er in der Rückrunde der Saison 1974/75, nachdem sich Harvey bei einem Autounfall verletzt hatte. Dabei stand Stewart in der entscheidenden Phase auf dem Weg ins Finale im Europapokal der Landesmeister zwischen den Pfosten und nach Auftritten gegen den RSC Anderlecht (3:0, 1:0) und FC Barcelona (2:1, 1:1) bestritt er dort am 28. Mai 1975 gegen den FC Bayern München das wohl wichtigste Spiel in seiner Karriere. Die Partie im Pariser Prinzenparkstadion endete mit einer unglücklichen 0:2-Niederlage und somit verpasste Stewart ein weiteres Mal eine mögliche Medaille. Nach Harveys Rückkehr kam Stewart erst im März 1977 wieder regelmäßig zum Zuge und er bestritt saisonübergreifend 27 Ligaspiele. In diese Phase fiel auch sein einziges Länderspiel für die schottische A-Nationalmannschaft und bei der 0:1-Niederlage gegen die DDR hielt er am 7. September 1977 in Berlin einen Elfmeter. Als schließlich Ron Atkinson vom Ligakonkurrenten West Bromwich Albion im November 1978 ein Transferangebot unterbreitete, wechselte Stewart für 70.000 Pfund zu „WBA“.
Die 15 Monate für West Bromwich verliefen ernüchternd, denn als Ersatzmann hinter dem „dauerpräsenten“ Tony Goddon bestritt Stewart nicht ein einziges Pflichtspiel. So zog er im Februar 1980 weiter zum walisischen Swansea City, das in der zweiten englischen Liga spielte. In dem Team von Trainer John Toshack, das mit einigen ehemaligen Liverpooler Mannschaftskameraden verstärkt wurde, gelang 1981 neben dem Sieg im walisischen Pokal der Aufstieg in die höchste Spielklasse, bevor Stewart seinen Stammplatz an den neu verpflichten Dai Davies verlor. Eine besonders bittere Note verlieh ihm sein Stammplatzverlust auch dadurch, dass er am ersten Spieltag der Saison 1981/82 den 5:1-Sieg gegen den Ex-Klub aus Leeds nur passiv verfolgen durfte. Im Juli 1982 zog Stewart nach Hongkong und blieb zwei Jahre beim Ryoden FC, bevor er seine aktive Karriere beendete.
Stewart entschied sich dazu, weiter im Umland von Swansea in Südwales wohnen zu bleiben und nach dem Betrieb eines eigenen Teppichladens arbeitete er langjährig als Goldschmied in der Juwelierbranche.

## Titel/Auszeichnungen
- Walisischer Pokal (1): 1981
- Scottish Junior Cup (1): 1967